# Georg Thiele (Marineoffizier)
Georg Max Thiele (* 11. Mai 1880 in Posen; † 17. Oktober 1914 vor der holländischen Küste bei der Insel Texel) war ein Marineoffizier in der deutschen Kaiserlichen Marine, zuletzt im Rang eines Korvettenkapitäns.
Thiele war im Ersten Weltkrieg Kommandant des Torpedoboots S 119 und Befehlshaber der 7. Torpedoboots-Halbflottille, die aus den fünf Torpedobooten S 115 bis S 119 bestand. Bei einem Minenlegeunternehmen kam es vor der holländischen Küste bei Texel im Herbst 1914 zu einem Gefecht mit überlegenen britischen Seestreitkräften. Dabei wurde sein Boot versenkt und er selbst kam ums Leben.

## Das Gefecht

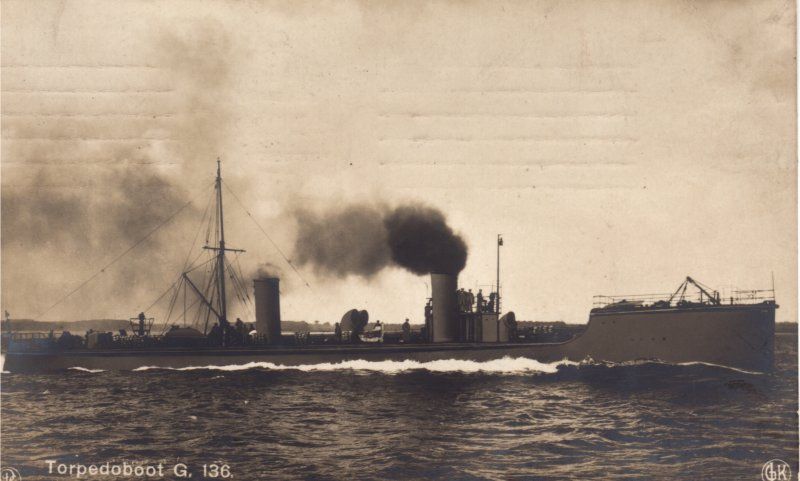
Deutsches Torpedoboot vom Typ 1898

Am 17. Oktober 1914 liefen die vier Torpedoboote S 115, S 117, S 118 und S 119 von Emden aus, um vor den Downs und der Themsemündung Minen zu legen. Die Boote, vom Typ 1898, waren älteren Baujahrs (1903), ausgelegt für eine Geschwindigkeit von maximal 26 Knoten, und mit ihren drei kleinen 5,0 cm L/40 TK den neueren Torpedobootszerstörern der Royal Navy hoffnungslos unterlegen.
Während dieser Unternehmung wurden die Boote vor der Insel Texel vom englischen Leichten Kreuzer Undaunted und vier Torpedobootszerstörern der Laforey-Klasse (Lance, Lennox, Loyal und Legion) gesichtet und etwa bei 53° 17′ N, 3° 28′ O gestellt. Obwohl die deutschen Boote sofort umdrehten, war es ihnen nicht möglich, den schnelleren englischen Schiffen zu entkommen, da sie lediglich noch auf 18 Knoten beschleunigen konnten.
Die Briten teilten ihren Verband und griffen mit der Legion und der Loyal zuerst S 118 an, das um 15:17 Uhr sank, während die beiden anderen Zerstörer S 115 so schwer trafen, dass das Boot nicht mehr steuerbar war. Die beiden verbliebenen Torpedoboote versuchen einen Torpedoangriff auf die Undaunted, die aber ausweichen konnte und ihr Feuer auf die angreifenden Boote konzentrierte. Um 15:30 Uhr sank dann S 117, dem die Legion zuvor das Ruder zerschossen hatte. Um 15:35 Uhr sank auch das Führerboot S 119 im Feuer von Lance und Loyal, nachdem es noch einen Torpedoangriff auf die Lance durchgeführt hatte. Ein Torpedo traf den Zerstörer mittschiffs, ohne zu explodieren. Das letzte noch schwimmende, aber manövrierunfähige Boot S 115 wurde von der Lennox geentert, die an Bord nur noch einen einzigen überlebenden Deutschen gefangen nehmen konnte. Danach versenkte die Undaunted um 16:30 Uhr auch dieses Boot. 218 deutsche Seeleute starben auf den Booten, 30 wurden von den Briten gefangen genommen. Zwei Seeleute wurden am nächsten Tag noch von einem niederländischen Fischerboot gerettet.
Der Verlust der gesamten deutschen Halb-Flottille führte zu einer erheblichen Reduzierung der deutschen Aktivitäten gegen die britische Küste. Es wurden danach fast nur noch schwere Einheiten eingesetzt.

## Ehrungen
- Zu Thieles Ehren benannte die Kriegsmarine ihren Zerstörer Z 2 Georg Thiele.
- Ihm zu Ehren wurde im Münchener Stadtteil Alt-Riem die Georg-Thiele-Straße benannt.